# جمود اسمي
تحدث حالة الجمود الاسمي، والذي يعرف كذلك باسم ثبات الأسعار أو جمود الأجور، عندما يخالف السعر الاسمي التغيير. يحدث الجمود الاسمي الكامل عندما يُحدد السعر بالقيمة الاسمية لفترة زمنية ذات صلة. مثلًا، قد يُحدد سعر سلعة بعينها بـ 10 دولارات لكل وحدة لمدة عام كامل. بينما يحدث الجمود الاسمي الجزئي عندما يتفاوت السعر بالقيم الاسمية، ولكن لن يكون بنفس المقدار الذي قد يتفاوت فيه في حال كان مرنًا بالكامل. قد يتواجد في سوق منظمة، على سبيل المثال، حدود لمدى تغيّر السعر في عام محدد.
في حال تمعن المرء في الاقتصاد برمته، قد يجد بعض الأسعار مرنة للغاية وأخرى غير مرنة. نتيجةً لذلك، سيصبح مستوى الأسعار الكلي (الذي يمكننا عدّه بمثابة متوسط حسابي للأسعار الفردية) «بطيء» أو «غير مرن» أي أنه لن يستجيب لصدمات الاقتصاد الكلي بنفس المقدار الذي سيستجيب فيه لو كانت جميع الأسعار مرنة. يمكن تطبيق الفكرة ذاتها على الأجور الاسمية. يعد وجود الجمود الاسمي جانبًا هامًا من نظرية الاقتصاد الكلي لأنه يوضح سبب عدم وصول الأسواق إلى التوازن على المدى القصير وربما عدم بلوغه على المدى الطويل كذلك. ناقش جون مينارد كينز، في كتابه النظرية العامة للتوظيف والفائدة والنقد، أن الأجور الاسمية تُظهر جمودًا تنازليًا، أي أن العمال يترددون في قبول تخفيضات الأجور الاسمية. وقد ينتج عن ذلك البطالة القسرية إذ تتطلب الأجور بعض الوقت لتتكيف مع التوازن، وقد اعتقد مينارد أن هذا الأمر ينطبق على الكساد الكبير.

## الدليل
يوجد في الوقت الحالي كم هائل من الأدلة حول المدة الزمنية التي تستغرقها فترة استقرار السعر، وتشير هذه الأدلة إلى وجود مقدار كبير من جمود السعر الاسمي في «المعنى التام» للأسعار التي لم يطرأ عليها أي تغيير. فترة استقرار السعر هي المدة التي يبقى فيها السعر الاسمي لسلعة بعينها على حاله. لوحظ أن أسعار بعض السلع، مثل البنزين والطماطم، تتغير باستمرار، مما يؤدي إلى استقرار الأسعار لعدة فترات زمنية قصيرة. قد يستقر السعر لفترة زمنية طويلة (عدة أشهر أو حتى سنوات) بالنسبة إلى سلع أخرى مثل ثمن زجاجة شامبانيا أو ثمن وجبة في مطعم. تعد بيانات عروض الأسعار إحدى أغنى مصادر المعلومات حول هذا الأمر وتستخدم لإنشاء مؤشر أسعار المستهلك (سي بي آي). تجمع الوكالات الإحصائية في العديد من البلدان في كل شهر عشرات الآلاف من عروض الأسعار لسلع محددة بغرض إنشاء الـ (سي بي آي). في بداية القرن الحادي والعشرين، أجريت العديد من الدراسات الهامة حول جمود الأسعار الاسمية في الولايات المتحدة وأوروبا مستعينةً بالبيانات الجزئية لعروض أسعار الـ (سي بي آي). يعرض الجدول التالي الجمود الاسمي على النحو الوارد في تكرار تغير الأسعار في المتوسط شهريًا في العديد من البلدان. تتغير الأسعار، في فرنسا والمملكة المتحدة، على سبيل المثال، بنسبة 19% في المتوسط شهريًا (81% منها على حاله)، والذي يعني أن متوسط فترة استقرار الأسعار تدوم حوالي 5.3 شهرًا (تساوي المدة المتوقعة لفترة استقرار السعر التكرار المتبادل لتغير السعر في حال فسرنا التكرار التجريبي بأنه تجسيد لنظرية برنولي في الاحتمالات حول تغير الأسعار الأمر الذي يحدث توزيع سالب مزدوج للفترات الزمنية لاستقرار الأسعار).
إن حقيقة أن فترة استقرار الأسعار تدوم لمدة 3.7 شهرًا في المتوسط لا تعني أن الأسعار ليست ثابتة. ويعزى ذلك بأن العديد من تغيّرات الأسعار تعد مؤقتة (المبيعات، على سبيل المثال) ولأن الأسعار تعود إلى طبيعتها أو إلى «السعر المرجعي». يزيد إلغاء المبيعات وتخفيضات الأسعار المؤقت متوسط طول فترة استقرار الأسعار زيادة ملحوظة: في الولايات المتحدة، زادت فترة استقرار الأسعار الوسطي لأكثر من الضعف لمدة 11 شهرًا. يمكن أن يظل السعر المرجعي دون تغيير لمدة يبلغ متوسطها 14.5 شهرًا في البيانات الأمريكية. إضافة إلى ذلك، إن الأسعار هي التي تهمنا. سيُحدث سعر الطماطم إذا تغير شهريًا 12 فترة استقرار للأسعار في غضون سنة. قد يتغير سعر آخر لسلعة لا تقل أهمية (الطماطم المعلبة، على سبيل المثال) لمرة واحدة فقط سنويًا (بمعنى أن فترة استقرار السعر تكون مرة واحدة كل 12 شهرًا). نلاحظ عند النظر إلى أسعار هاتين السلعتين على حدة أنه يوجد 13 فترة استقرار للأسعار بمتوسط مدة زمنية (12 + 13) /13 مما يساوي نحو شهرين. ومع ذلك، إذا حسبنا المتوسط الحسابي لكلا السلعتين (الطماطم والطماطم المعلبة)، نلاحظ أن متوسط فترة استقرار الأسعار يبلغ 6.5 شهرًا أي (12 + 1) /2.  يتأثر توزيع الفترات الزمنية لفترات استقرار الأسعار ومتوسطها تأثرًا بالغًا بالأسعار التي تُحدِث فترة استقرار قصيرة زمنيًا. إذا أخذنا الجمود الاسمي في اقتصاد ما بعين الاعتبار، نكون معنيين أكثر في توزيع الفترات الزمنية على جميع الأسعار بدلًا من توزيع الفترات الزمنية لفترات استقرار الأسعار في حد ذاتها. وبالتالي، يوجد أدلة كثيرة على أن الأسعار ثابتة في المعنى «التام»، أي أن الأسعار تظل دون تغيير في المتوسط لفترة طويلة من الزمن (حوالي 12 شهرًا). يعد الجمود الاسمي الجزئي أصعب في القياس، لأنه من الصعب التمييز ما إذا كان السعر المتغير أقل مما سيكون عليه لو كان مرنًا بالكامل.
أظهر كارلسون ونوردستروم سكانس عام 2012 من خلال ربط البيانات الجزئية للأسعار والتكاليف أن الشركات تأخذ بعين الاعتبار التكاليف المتوقعة المستقبلية والحالية على حد سواء عند تحديد الأسعار. يقدم اكتشاف توقعات الظروف المستقبلية والذي يعد ذو أهمية للسعر المحدد حاليًا دليلًا قويًا لصالح الجمود الاسمي وسلوك واضعي الأسعار المتطلّع للمستقبل الذين ينطويان على نماذج الأسعار الثابتة المبينة أدناه.

## نمذجة الأسعار الثابتة
سعى خبراء الاقتصاد إلى نمذجة الأسعار الثابتة بعدد من السبل، يمكن أن تصنف هذه النماذج إما نماذج تعتمد على الوقت، وفيها تغير الشركات الأسعار بمضي الوقت وتقرر تغييرها بمنأى عن البيئة الاقتصادية، وإما نماذج تعتمد على الحالة، وفيها تعتزم الشركات أن تغير الأسعار استجابةً للتغيرات في البيئة الاقتصادية. يمكن تقدير الاختلافات في إطار عملية من مرحلتين: تقرر الشركات في النماذج التي تعتمد على الوقت تغيير الأسعار وتقدّر بعد ذلك أحوال السوق؛ بينما تقدّر الشركات في النماذج التي تعتمد على الحالة أحول السوق ثم تقرر كيفية الاستجابة.
يكون تغير الأسعار في النماذج التي تعتمد على الوقت خارجيًا وعلى فترات متعاقبة، لذلك تغير نسبة مئوية ثابتة من الشركات الأسعار في وقت محدد. لا يوجد أي انتقاء للشركات التي تغير الأسعار. يعتمد نموذجان من النماذج التي تعتمد على الوقت، وهما شائعي الاستخدام، على دراسات قدمها جون تايلور وغويلرمو كالفو. تغير الشركات الأسعار، حسب دراسة تايلور 1980، كل n من الفترات الزمنية. أما في بحث كالفو 1983، تنتهج تغيرات الأسعار عملية بواسون. يكون اختيار تغيّر الأسعار في النموذجين على حد سواء بمعزل عن معدل التضخم.

## الأهمية في الاقتصاد الكلي
في الاقتصاد الكلي، يُعتبر الجمود الاسمي ضروريًا لشرح كيف يمكن للمال (وبالتالي السياسة النقدية والتضخم) أن يؤثر على الاقتصاد الحقيقي ولماذا ينهار الانقسام الكلاسيكي.
إذا لم تكن الأجور والأسعار الاسمية ثابتة، أو مرنة تمامًا، فسيتم تعديلها دائمًا بحيث يكون هناك توازن في الاقتصاد. في اقتصاد مرن تمامًا، ستؤدي الصدمات النقدية إلى تغييرات فورية في مستوى الأسعار الاسمية، مع ترك الكميات الحقيقية (مثل الإنتاج والعمالة) غير متأثرة. يسمى هذا أحيانًا الحياد النقدي أو «الحياد المالي».
لكي يكون للمال تأثيرات حقيقية، يلزم وجود درجة معينة من الجمود الاسمي حتى لا تستجيب الأسعار والأجور على الفور. ومن ثم، تلعب الأسعار الثابتة دورًا مهمًا في جميع نظريات الاقتصاد الكلي الرئيسية: يتفق كل من علماء النظرية النقدية، والكينزيين والكينزيين الجدد على أن الأسواق تفشل في تحقيق التوازن لأن الأسعار تفشل في الانخفاض إلى مستويات السوق المتوازن عندما يكون هناك انخفاض في الطلب. تُستخدم مثل هذه النماذج لشرح البطالة. تتنبأ النماذج الاقتصادية التقليدية المحدثة، الشائعة في الاقتصاد الجزئي، بعدم وجود البطالة اللاإرادية (حيث يكون الفرد على استعداد للعمل، لكنه غير قادر على العثور على وظيفة)، لأن هذا من شأنه أن يدفع بأصحاب العمل إلى خفض الأجور. سيستمر هذا حتى لا تعد البطالة مشكلة. في حين أن مثل هذه النماذج يمكن أن تكون مفيدة في الأسواق الأخرى حيث يتم تعديل الأسعار بسهولة أكبر، فإن الأجور الثابتة هي طريقة شائعة لشرح سبب عدم تمكن العمال من العثور على وظائف: نظرًا لأنه لا يمكن خفض الأجور على الفور، فستكون في بعض الأحيان مرتفعة للغاية بحيث يتعذر على السوق التخلص منها.
نظرًا لأن الأسعار والأجور لا يمكن أن تتغير فوريًا، يصبح واضعو الأسعار والأجور يتطلعون إلى الأمام. إن الفكرة القائلة بأن توقعات الظروف المستقبلية تؤثر على قرارات تحديد الأسعار والأجور الحالية هي حجر الزاوية لكثير من تحليل السياسة النقدية الحالية القائمة على نماذج الاقتصاد الكلي الكينزية والمشورة السياسية الضمنية.
أظهر هو ديكسون وكلاوس هانسن أنه حتى لو كان جزء من الاقتصاد فقط لديه أسعار ثابتة، فإن هذا يمكن أن يؤثر على الأسعار في القطاعات الأخرى ويؤدي إلى أن تصبح الأسعار في بقية الاقتصاد أقل استجابة للتغيرات في الطلب. وبالتالي، فإن ثبات الأسعار والأجور في قطاع واحد يمكن أن «يمتد» ويؤدي إلى أن يتصرف الاقتصاد بطريقة كينزية أكثر.